# Scaphytopius piperatus
Scaphytopius piperatus är en insektsart som beskrevs av Delong 1943. Scaphytopius piperatus ingår i släktet Scaphytopius och familjen dvärgstritar. Inga underarter finns listade i Catalogue of Life.